# Pterobryopsis longissima
Pterobryopsis longissima är en bladmossart som beskrevs av Hugh Neville Dixon 1942. Pterobryopsis longissima ingår i släktet Pterobryopsis och familjen Pterobryaceae. Inga underarter finns listade i Catalogue of Life.